# Waldsassen
Waldsassen (zastarale česky Valdsasy) je bavorské město v okrese Tirschenreuth nedaleko od hranic s Českou republikou. V červnu 2005 žilo ve Waldsassenu 7483 obyvatel.

## Městské části
- Hatzenreuth
- Kondrau
- Münchenreuth
- Netzstahl
- Hundsbach
- Mammersreuth
- Schloppach
- Egerteich
- Pechtnersreuth
- Querenbach
- Groppenheim

## Pamětihodnosti
- Ve městě stojí barokní valdsaský klášter založený roku 1133. Klášter roku 1230 získal hornické právo.
- Na domě na náměstí před bazilikou se nachází pamětní deska, která připomíná pobyt českého krále Fridricha Falckého v roce 1619, který se zde setkal s českými stavy po přijetí volby za českého krále, při své cestě na korunovaci do Prahy.

## Významní rodáci
- Werner Fritsch (* 1960) – dramatik
- Dietmar Hamann (* 1973) – fotbalista

## Partnerská města
- Marcoussis, Francie (1970)
- Pencoed, Wales, Spojené království (1987)
- Chodov, Česko (patronát nad obyvateli od roku 1956[2], partnerství od roku 2015)[3]